# کروماتوگرافی لایه‌نازک
کروماتوگرافی لایه‌نازک (Thin layer chromatography) نوعی کروماتوگرافی (سَوانگاری) است که در آن فاز متحرک از روی جذب‌کننده‌ای که بر روی لایه‌ای نازک قرار دارد می‌گذرد.
کروماتوگرافی لایه‌نازک شعاعی نوعی سوانگاری لایه‌نازک است که در آن نمونه در مرکز یک صفحهٔ گرد قرار می‌گیرد و حلال متحرک از مرکز شروع به خیس کردن صفحه می‌کند.